# Lombardiet
Lombardiet [uttal saknas] (italienska: Lombardia) är en region mellan Alperna och Poslätten i norra Italien. Regionen hade cirka 9,97 miljoner invånare (2022), på en yta av 23 863 km². Detta gör Lombardiet till den folkrikaste italienska regionen. Regionens huvudstad är Milano.

## Administrativ indelning
Regionen är indelad i tolv provinser, vilka är indelade i totalt 1 506 kommuner, som varierar i storlek från Milano med 1,37 miljoner invånare till Morterone, nära Comosjön, med endast 31 invånare (2022).

## Historia
Regionen har fått sitt namn efter langobarderna eller lombarderna, som kom hit under kung Alboin efter det romerska rikets fall. Under många århundraden fanns nära band mellan franker, bavarier och den lombardiska adeln. År 1796 utgjorde Lombardiet området till Transpadanska republiken, som året därpå ombildades till Cisalpinska republiken. Senare införlivas Lombardiet med Kungariket Italien.

## Geografi
I norra Lombardiet finns Alperna. Lombardiet gränsar till de schweiziska kantonerna Graubünden och Ticino i norr, till Piemonte i väster, Trentino-Sydtyrolen och Veneto i öster och Emilia-Romagna i söder. Floden Po rinner i östra Lombardiet från väster till öster och är 652 kilometer lång. Det högsta berget är Pizzo Zupò, 3 996 meter över havet. Den största insjön är Gardasjön (italienska: Lago di Garda) med en yta på 370 kvadratkilometer. I Alperna i Lombardiet ligger många kända skidorter: Bormio, Livigno och Tonale, sjöar: Comosjön, Maggioresjön och Iseosjön, och berg: Bernina, Adamello.
Lombardiet är en av de fyra regioner som ingår i samarbetet The Four Motors of Europe tillsammans med Baden-Württemberg, Katalonien och Auvergne-Rhône-Alpes och är en av Europas rikaste regioner.
Förutom huvudstaden Milano har regionen många större eller på annat sätt betydande städer: Bergamo, Brescia, Como, Cremona, Lecco, Lodi, Mantua, Pavia, Sondrio och Varese. En annan känd stad är Monza, som har en Formel 1-bana.